# La Belleza
La Belleza là một khu tự quản thuộc tỉnh Santander, Colombia. Thủ phủ của khu tự quản La Belleza đóng tại La Belleza Khu tự quản La Belleza có diện tích 355 ki lô mét vuông. Đến thời điểm ngày 28 tháng 5 năm 2005, khu tự quản La Belleza có dân số 7208 người.